# Biogaz

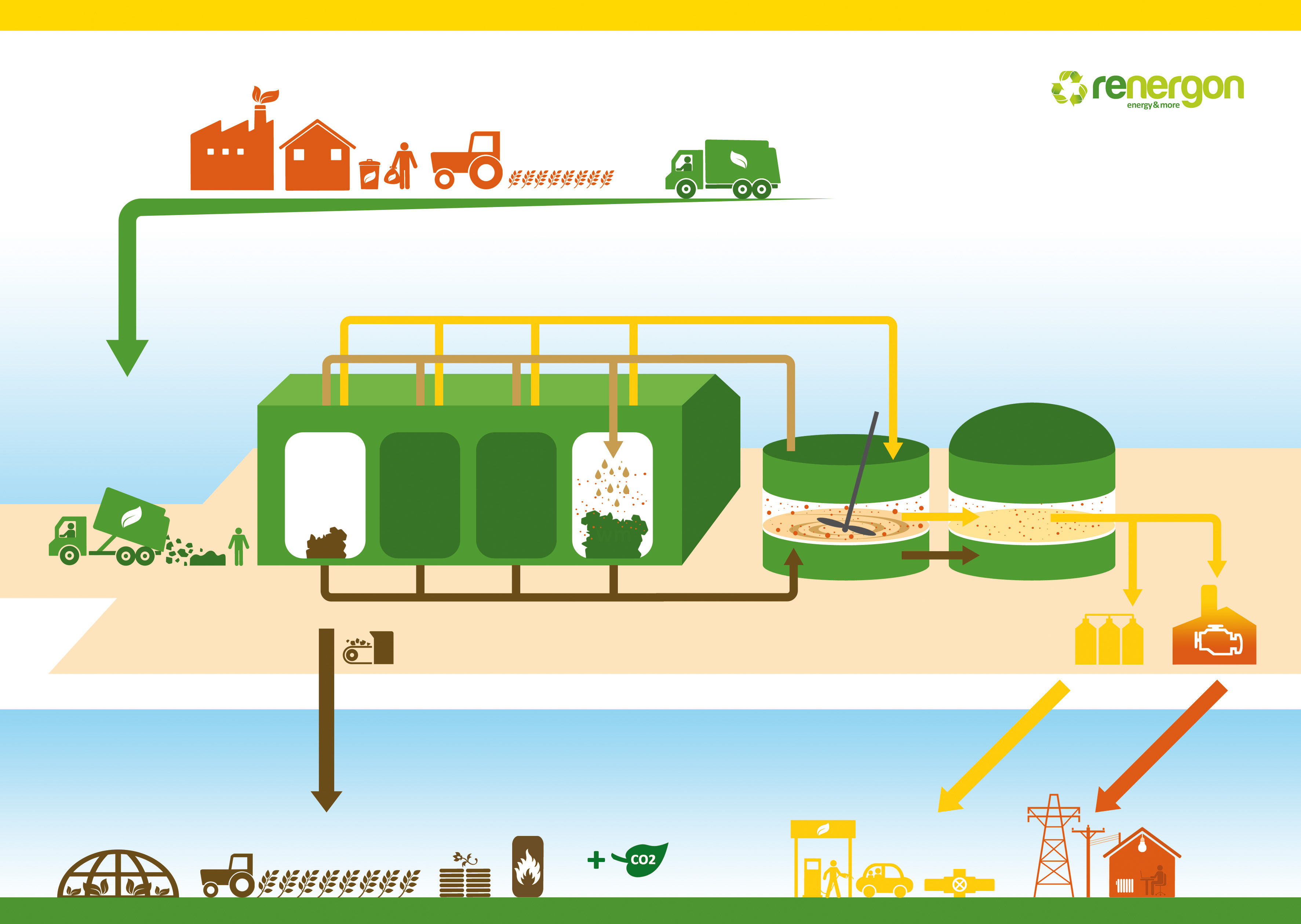
Schemat wytwarzania biogazu

Biogaz – mieszanina gazów będąca produktem beztlenowego rozkładu materii organicznej (np. ścieki, organiczne odpady komunalne, odchody zwierzęce, odpady przemysłu rolno-spożywczego, materiał roślinny), a częściowo także ich rozpadu gnilnego.
Biogaz wytwarzany w procesie fermentacji metanowej przez mikroorganizmy anaerobowe, składa się głównie z metanu i dwutlenku węgla, może zawierać niewielkie ilości siarkowodoru, wodoru, wody, tlenku węgla oraz siloksanów. Metan, wodór oraz tlenek węgla mogą ulec spaleniu lub utlenieniu wydzielając energię, co pozwala na wykorzystanie biogazu jako paliwa. Może być wykorzystywany do ogrzewania, także do gotowania oraz w generatorach prądu.
Biogaz może zostać oczyszczony do bio-metanu, aby spełniał standardy jakości gazu ziemnego, a następnie sprężony i jako biopaliwo (bio-CNG) wykorzystywany jako paliwo w pojazdach mechanicznych. Uważa się, że w samej Wielkiej Brytanii biogaz potencjalnie mógłby zaspokoić 17% zapotrzebowania na paliwo samochodowe.
Technologie wytwarzające i wykorzystujące biogaz kwalifikują się do otrzymania dofinansowania wspierającego rozwój OZE w niektórych krajach. Biogaz jest uważany za odnawialne źródło energii, ponieważ obieg węgla w cyklu produkcji jego surowców i zużycia jest zamknięty i nie wiąże się z emisją netto dwutlenku węgla. Materia organiczna wykorzystywana w produkcji biogazu rośnie z wykorzystaniem dwutlenku węgla w powtarzalnym, bezstratnym cyklu. Taka sama ilość dwutlenku jest absorbowana z atmosfery, jak ilość wydalana podczas spalania biogazu.

## Definicje

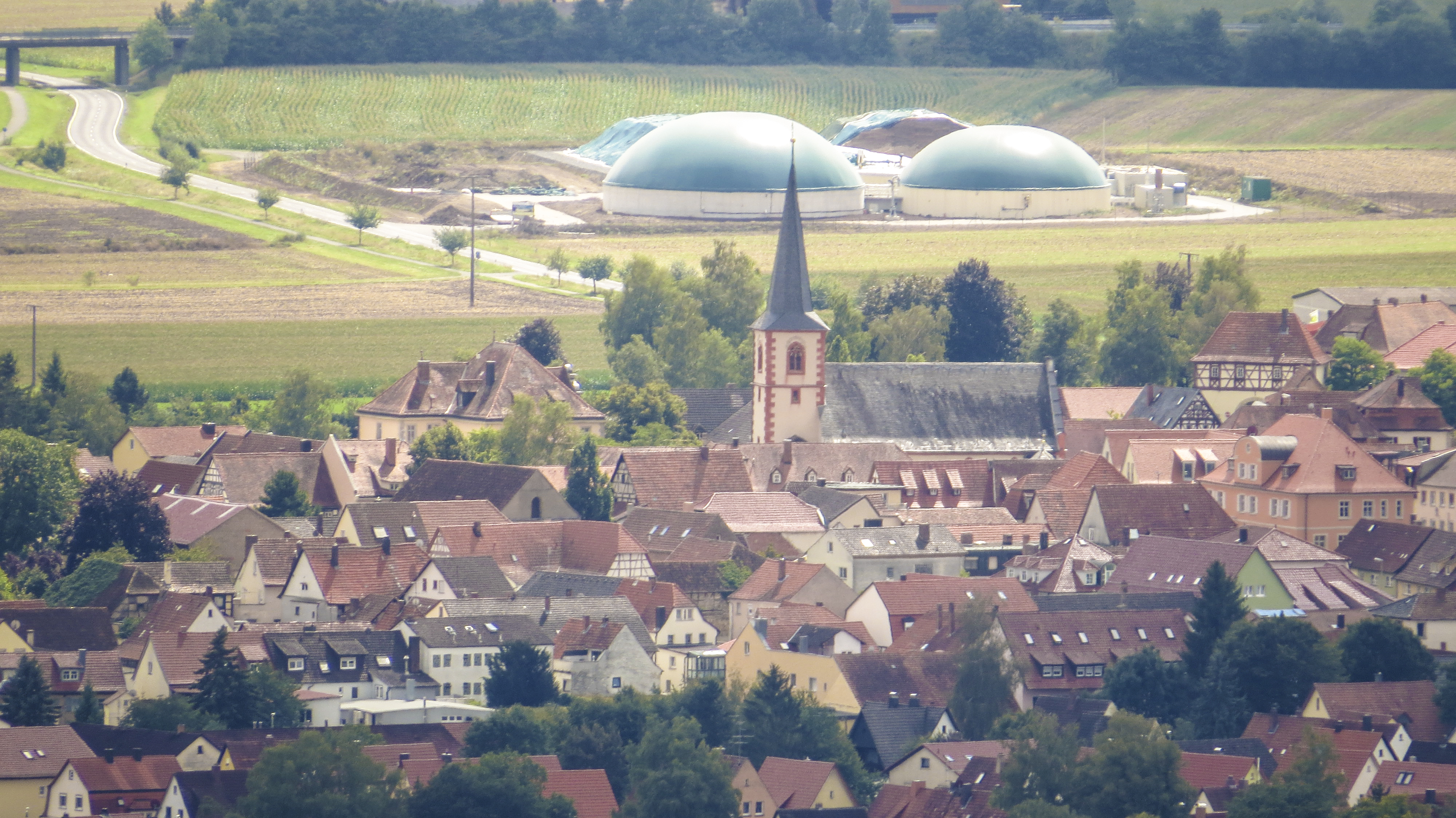
Biogazownia zlokalizowana w mieście Hofheim in Unterfranken w Niemczech.

Nowelizacja Prawa Energetycznego, która weszła w życie dnia 11 marca 2010 roku, (art. 3 pkt 20a), definiuje biogaz rolniczy, jako:
paliwo gazowe otrzymywane z surowców rolniczych, produktów ubocznych rolnictwa, płynnych lub stałych odchodów zwierzęcych, produktów ubocznych lub pozostałości przemysłu rolno-spożywczego lub biomasy leśnej w procesie fermentacji metanowej.
Definicja biogazu wprowadzona na potrzeby rozliczania energii wytwarzanej z odnawialnych źródeł energii, zgodne z dyrektywą 2001/77/WE, zawarta jest w rozporządzeniu ministra gospodarki z dnia 19 grudnia 2005 roku w sprawie szczegółowego zakresu obowiązków uzyskania i przedstawienia do umorzenia świadectw pochodzenia, uiszczenia opłaty zastępczej oraz zakupu energii elektrycznej i ciepła wytworzonych w odnawialnych źródłach energii (Dz.U. Nr 261, poz. 2187, z późn. zm.). Definicja ta mówi, że:
Biogaz to gaz pozyskany z biomasy, w szczególności z instalacji przeróbki odpadów zwierzęcych lub roślinnych, oczyszczalni ścieków oraz składowisk odpadów.

## Skład biogazu
Skład biogazu różni się w zależności od surowców użytych w procesie fermentacji. Gaz wysypiskowy zwykle zawiera około 50% metanu. Zaawansowane technologie oczyszczania ścieków są w stanie wytworzyć biogaz zawierający 55-75% metanu. Nieoczyszczony biogaz zawiera parę wodną, której ilość jest zależna od temperatury wytwarzania biogazu. 

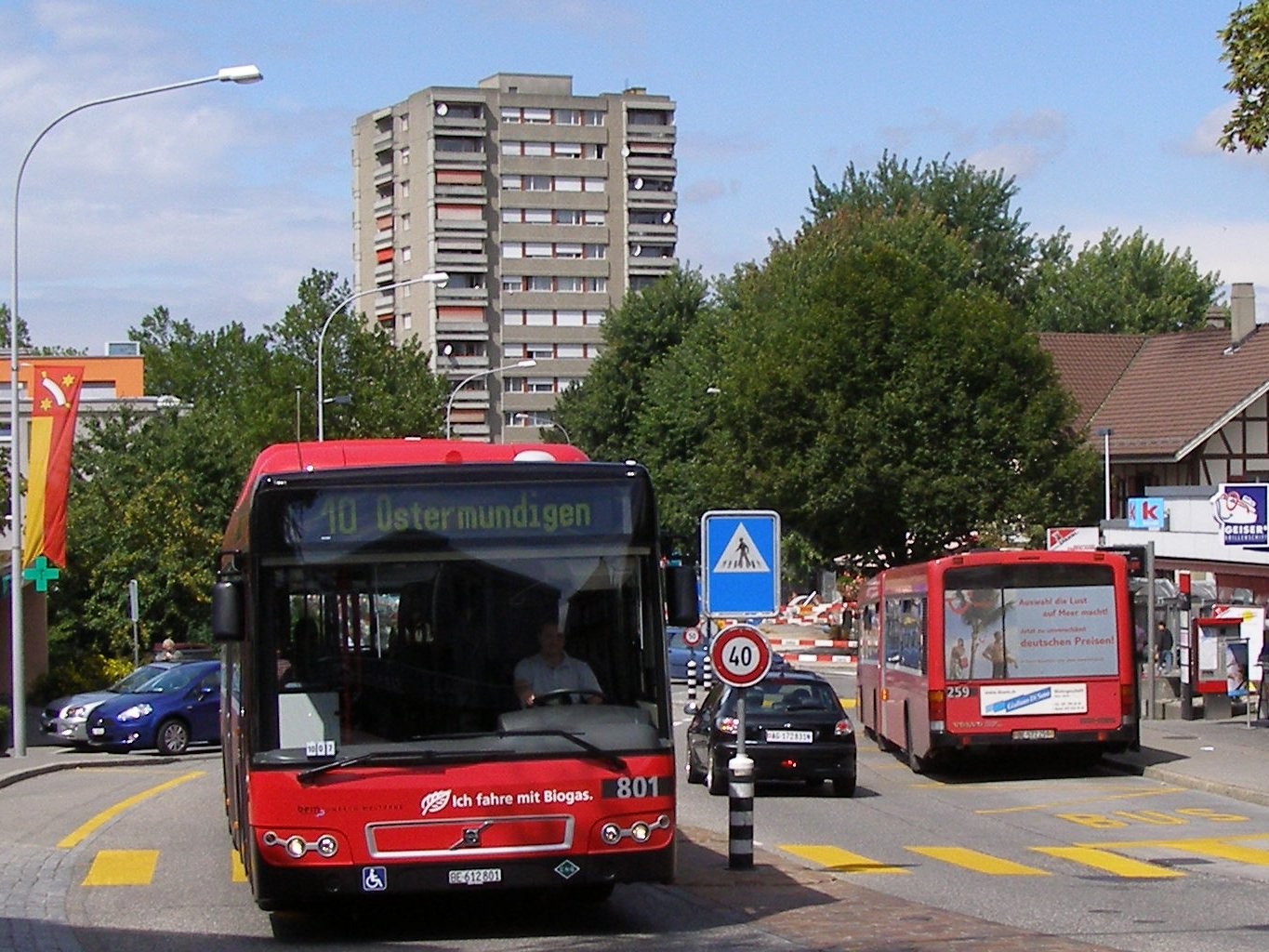
Autobus z instalacją CNG na biogaz w Bernie w Szwajcarii

W niektórych przypadkach biogaz zawiera siloksany. Są one wynikiem beztlenowego rozkładu związków krzemu powszechnie występujących w mydłach i detergentach. Podczas spalania gazu zawierającego siloksany wydziela się krzem, który może reagować z tlenem lub innymi składnikami gazu. W wyniku reakcji wytrącają się osady, zawierające głównie ditlenek krzemu i krzemiany. Mogą także zawierać związki wapnia, siarki, cynku i fosforu. Osad przybiera formę warstwy białej substancji o grubości kilku milimetrów i musi być usunięty przy użyciu środków chemicznych lub mechanicznych. Istnieją praktyczne i efektywne ekonomicznie technologie oczyszczania biogazu ze slikosanów oraz innych zanieczyszczeń.
| Składnik             | \| j.m \| \| --- \| | Składowisko | Oczyszczalnia ścieków | Rolnictwo   |
| -------------------- | ------------------- | ----------- | --------------------- | ----------- |
| metan, CH4           | %                   | 44 - 64     | 57 - 67               | 53 -72      |
| dwutlenek węgla, CO2 | %                   | 24 -34      | 32 - 41               | 14 -39      |
| tlen, O2             | %                   | <3          | <1                    | <1          |
| azot, N2             | %                   | 10 - 20     | 0,2 - 0,7             | 0,5 - 7,5   |
| wodór, H2            | %                   | 0-1         |                       |             |
| siarkowodór, H2S     | ppm                 | 15 - 427    | 23 - 8000             | 10 - 30000  |
| Amoniak              | mg/m3               | <100        | <100                  | 50 - 400    |
| Wartość opałowa      | MJ/m3               | 15,8 - 23,0 | 20,5 - 23,9           | 18,8 - 25,8 |
| Wartość opałowa      | kWh/m3              | 4,4 - 6,6   | 5,7 - 6,5             | 5,2 - 7,2   |
| j.m                  |                     |             |                       |             |

## Wytwarzanie biogazu
Na składowiskach odpadów biogaz wytwarza się samoczynnie, stąd nazwa gaz wysypiskowy. Obecnie na wysypiskach instaluje się systemy odgazowujące. Nowoczesne sposoby zagospodarowania odpadów obejmują etap fermentacji niektórych frakcji odpadów przez ich składowanie w komorach fermentacyjnych lub bioreaktorach. Fermentacja metanowa tych odpadów odbywa się w stałych temperaturach 35-40 °C dla bakterii metanogennych mezofilnych, rzadziej w temperaturach 50-70 °C dla bakterii termofilnych. Ze składowiska o powierzchni około 15 ha można uzyskać 20 do 60 GWh energii w ciągu roku, jeżeli roczna masa składowanych odpadów to około 180 tys. ton.
Celowa, kontrolowana produkcja biogazu następuje w komorach fermentacyjnych biogazowni. Najczęściej fermentacja zachodzi w nich w temperaturze 35-40 °C (fermentacja mezofilowa). W Polsce mianem biogazowni określa się instalacje funkcjonujące na oczyszczalniach ścieków oraz składowiskach odpadów komunalnych. Biogazownie, które wykorzystują do wytwarzania biogazu wyłącznie surowce rolnicze określane są mianem biogazowni rolniczych, a biogaz z nich pozyskiwany - biogazem rolniczym, potocznie agrogazem.
Biogaz w sposób naturalny powstaje np. na torfowiskach (głównie z celulozy), nazywamy go wtedy gazem błotnym lub gazem gnilnym.

### Surowce biogazu
| Materiał                                             | Wydajność produkcji biogazu w m³ na tonę mokrej masy | Zawartość metanu |
| ---------------------------------------------------- | ---------------------------------------------------- | ---------------- |
| Kiszonka z kukurydzy                                 | 202 (200-220)                                        | 52%              |
| Ziarno kukurydzy                                     | 560                                                  |                  |
| Kiszonka z traw                                      | 172 (160-200)                                        | 54%              |
| Trawa                                                | 298-467                                              |                  |
| Żyto (Ogólna uprawa na kiszonkę - GPS, cała roślina) | 163                                                  | 52%              |
| Żyto ziarno                                          | 283-492                                              |                  |
| Burak pastewny                                       | 111                                                  | 51%              |
| Odpady organiczne                                    | 100                                                  | 61%              |
| Obornik kurzy                                        | 80 (30-100)                                          | 60%              |
| Burak cukrowy                                        | 67                                                   | 72%              |
| Obornik świński                                      | 60                                                   | 60%              |
| Obornik bydlęcy                                      | 45                                                   | 60%              |
| Wysłodziny                                           | 40                                                   | 61%              |
| Gnojowica świńska                                    | 28 (15-25)                                           | 65%              |
| Gnojowica bydlęca                                    | 25 (15-25)                                           | 60%              |
| Pszenica (ogólna uprawa na kiszonkę - cała roślina)  | 185 (170-190)                                        |                  |
| Ziarno pszenicy                                      | 610                                                  |                  |
| Ziarno owsa                                          | 250-295                                              |                  |
| Ziarno pszenżyta                                     | 337-555                                              |                  |
| Ziarno jęczmień                                      | 353-658                                              |                  |
| Ziarno rzepaku                                       | 340                                                  |                  |
| Gliceryna                                            | 580-1000                                             |                  |
| Tłuszcze                                             | do 1200                                              |                  |
| Śruta rzepakowa                                      | 600-650                                              |                  |
| Pokrzywy                                             | 120-420                                              |                  |
| Słonecznik                                           | 154-400                                              |                  |
| Miskant                                              | 179-218                                              |                  |
| Len                                                  | 212                                                  |                  |
| Trawa sudańska                                       | 213-303                                              |                  |
| Mozga kanaryjska                                     | 340-430                                              |                  |
| Życica                                               | 390-410                                              |                  |
| Jarmuż                                               | 240-334                                              |                  |
| Słoma                                                | 242-324                                              |                  |
| Plewy                                                | 270-316                                              |                  |
| Ziemniaki                                            | 276-400                                              |                  |
| Koniczyna biała                                      | 290-390                                              |                  |
| Koniczyna łąkowa                                     | 300-350                                              |                  |
| Sorgo                                                | 295-372                                              |                  |
| Słonecznik bulwiasty                                 | 300-370                                              |                  |
| Rzepa                                                | 314                                                  |                  |
| Burak pastewny                                       | 160-180                                              |                  |
| Rabarbar                                             | 320-490                                              |                  |
| Lucerna                                              | 340-500                                              |                  |
| Konopie                                              | 355-409                                              |                  |
| Groch                                                | 360                                                  |                  |
| Liście                                               | 417-453                                              | 50%              |

Badania nad wykorzystaniem liści jako substratu w produkcji biogazu koncentrują się głównie wokół liści zebranych na terenach miejskich i wiejskich. Możliwość wykorzystania świeżych lub opadłych liści pozyskanych z terenów leśnych lub sadów/plantacji wzbudziła zainteresowanie naukowców w różnych krajach, ale nie została opisana w sposób zadowalający w Europie. Także badania nad wykorzystaniem biomasy zebranej na nieprzydatnych rolniczo terenach, takich jak zwałowiska odpadów są bardzo skromne.

#### Wydajność produkcji metanu
Porównanie wybranych surowców stosowanych w produkcji biogazu pod względem produkcji metanu na ha uprawy
| Roślina                   | Kraj             | Plon biomasy [w tonach suchej masy / ha] | Wydajność produkcji metanu w m³ na ha |
| ------------------------- | ---------------- | ---------------------------------------- | ------------------------------------- |
| Łubin                     | Finlandia        | 4-7                                      | 1300-2300                             |
| Rabarbar                  | Finlandia        | 2-4                                      | 800-1700                              |
| Trawy                     | Austria, wzgórza | 4,2-6,4                                  | 1000-1200                             |
| Sorgo                     | Finlandia        | 8,6                                      | 2500                                  |
| Konopie-rzepik            | Finlandia        | 6,5                                      | 1200                                  |
| Amarantus                 | Finlandia        | 11,3                                     | 2700                                  |
| Pokrzywy                  | Finlandia        | 6-10                                     | 2200-3600                             |
| Konopie                   | Finlandia        | 14                                       | 3066                                  |
| Bobik                     | Finlandia        | 10                                       | 3390                                  |
| Słonecznik                |                  |                                          | 2500-4600                             |
| Trawy                     |                  | 6-13                                     | 1200-3600                             |
| Mozga trzcinowata         | Finlandia        | 9-10                                     | 3800-4200                             |
| Tymotka łąkowa-koniczyna  | Finlandia        | 8-11                                     | 2900-4000                             |
| Trawy w dolinie           | Austria          |                                          | 2700-3500                             |
| Proso japońskie           | Finlandia        | 13,9                                     | 4300                                  |
| Rdestowiec ostrokończysty | Finlandia        | 14-27                                    | 2300-4300                             |
| Nawłoć późna              | Finlandia        | 22,7                                     | 4000                                  |
| Słonecznik bulwiasty      | Finlandia        |                                          | 3100-5400                             |
| Sorgo                     |                  | 9,9-20,8                                 | 4500-5800                             |
| Kukurydza (ziarno)        | Finlandia        | 13-20                                    | 4000-9200                             |
| Kukurydza (ziarno)        | Finlandia        | 15                                       | 5600                                  |
| Kukurydza (ziarno)        | Dania            | 11-18                                    | 3600-6500                             |
| Kukurydza (ziarno)        | Słowenia         | 24-29                                    | 6400-8900                             |
| Kukurydza (ziarno)        | Austria          | 20-30                                    | 8000-13000                            |
| Chaber łąkowy             |                  | 15-23                                    | 2700-6100                             |

## Zastosowanie biogazu
Biogaz ma szerokie zastosowanie: wykorzystuje się go głównie w Indiach, Chinach, Szwajcarii, Francji, Niemczech i USA jako paliwo dla generatorów prądu elektrycznego, jako źródło energii do ogrzewania wody użytkowej, a po oczyszczeniu i sprężeniu jako paliwo do napędu silników (instalacje CNG).
Uszlachetnianie biogazu - biometan
Uszlachetnianie biogazu to jedna z alternatyw dla wykorzystania biogazu w układzie kogeneracyjnym. Wprowadzenie biometanu do sieci dystrybucyjnej gazu ziemnego rozwiązuje problem zagospodarowania ciepła/chłodu.
Biogaz, w porównaniu z gazem ziemnym, ma mniejszą kaloryczność, nie zawiera węglowodorów wyższych, zawiera dużą ilość CO2 oraz inne zanieczyszczenia. Właśnie dlatego wprowadzenie biogazu do sieci dystrybucyjnej wymaga jego uzdatnienia do tzw. biometanu.

### Biogaz w Polsce
Zakładano, że produkcja biogazu w Polsce w 2013 roku osiągnie 1 mld m³. Według Ministerstwa Rolnictwa wprowadzenie tego planu poprawi bezpieczeństwo energetyczne oraz stan środowiska naturalnego.

### Magazynowanie biogazu
Do magazynowania biogazu stosuje się najczęściej niskociśnieniowe membranowe zbiorniki dwupowłokowe. Powłokę wewnętrzną stanowi powłoka, w której jest biogaz, zaś powłoka zewnętrzna pełni funkcję ochronną, zabezpieczającą przed wpływem niekorzystnych czynników zewnętrznych. Pomiędzy powłokami jest tłoczone powietrze, zaś czujnik ciśnienia wskazuje odpowiednią ilość biogazu w zbiorniku. Zbiorniki wykonywane są w pojemnościach od kilkudziesięciu do kilkunastu tysięcy m³.

### Oczyszczanie biogazu
Oczyszczanie biogazu składa się z następujących faz:
- usuwanie siarkowodoru
- usuwanie siloksanów
- osuszanie.

#### Usuwanie siarkowodoru
Do usuwania siarkowodoru stosuje się metody: 
Metoda ze złożem stałymProces odsiarczania prowadzony jest przez swobodny przepływ biogazu przez kilka warstw złoża rudy darniowej. Układy te wyposaża się w system do regeneracji złoża tlenem. W wyniku przepływu biogazu przez złoże, siarkowodór reaguje z tlenkami żelaza, tworząc siarczki żelaza.
biologiczneMetoda odsiarczania biogazu przez zastosowanie bakterii z rodzaju Thiobacillus. Proces odsiarczania biologicznego prowadzona jest w bioskruberach lub biofiltrach.
Metoda mokra z roztworem alkalicznymAbsorpcja siarkowodoru następuje poprzez zraszanie biogazu roztworem alkalicznym. W wyniku reakcji zasady z siarkowodorem powstają siarczki, których roztwór jest odpadem.
Metoda mokra katalitycznaSiarkowodór przetwarzany jest na siarkę, która jest usuwana w postaci pasty. Skuteczność tej metody wynosi 99% przy stężeniu siarkowodoru na poziomie kilku ppm.
Odsiarczanie adsorpcyjneBiogaz przepływa przez kolumnę filtracyjną wypełnioną adsorberem, w którym czynnikiem roboczym jest w większości węgiel aktywny. Złoże filtrowe po wyczerpaniu swoich właściwości sorpcyjnych może być kilkakrotnie regenerowane i powtórnie wykorzystywane.

#### Usuwanie siloksanów
- Adsorpcja na węglu aktywnym
- Adsorpcja w ciekłej mieszaninie węglowodorów
- Osuszanie biogazu poprzez oziębianie z jednoczesnym usuwaniem wody

#### Osuszanie biogazu
Proces osuszania biogazu polega na schłodzeniu biogazu do temperatury 6-10 °C i kondensacji zawartej w biogazie pary wodnej oraz na wyprowadzaniu z instalacji skroplonego kondensatu, łącznie z zawieszonymi w strumieniu biogazu aerozolami. Biogaz wprowadzony jest do schładzacza, w nim następuje kilkukrotne schłodzenie przy jednoczesnym podgrzaniu biogazu odwodnionego. Następnie biogaz jest kierowany do drugiego schładzacza o temperaturze 10 °C, zaś wilgoć kondensuje z biogazu.